# Selenocosmia sutherlandi
Selenocosmia sutherlandi là một loài nhện trong họ Theraphosidae.
Loài này thuộc chi Selenocosmia. Selenocosmia sutherlandi được Frederick Henry Gravely miêu tả năm 1935.